# Online panel
Online panel je způsob sběru dat. Lze ho taktéž chápat jako nástroj firem, institucí, bank a tak dále, který jim usnadňuje tvorbu výzkumů veřejného mínění.
Online panel je místo na internetu, kam se mohou zaregistrovat konkrétní uživatelé, kteří se poté mohou stát vzorkem pro mapování veřejného mínění. Mohou se takhle účastnit vícero průzkumů zahrnující různá témata. Tyto online panely čítají klidně i více než jeden milion registrovaných. V České republice funguje například Český národní panel.
Liší se od tzv. „délkového panelu“. Délkový panel zkoumá vývoj postojů a názorů daných respondentů v konkrétním čase. Jde ale jen o jednu výzkumnou otázku.

## Charakteristika online panelu
Popularita online panelů čím dál více roste, neboť se stává velmi efektivní metodou, jak sebrat kvalitní data od uživatelů internetu. Firmy si tyto výzkumy platí. Popularitu online panelů taktéž reflektuje výše nákladů, které firmy do online panelů vkládají. Od roku 2006 do roku 2012 se míra nákladů zvýšila z 19 % na 35 % ze všech způsobů tvorby průzkumů veřejného mínění. Nevýhodou však je, že ne každý je připojený na internetovou síť. Lidé, kteří nemají internet pocházejí velice často z jiných poměrů než ostatní, a tím pádem i jinak přemýšlí, a to se nikdy nemůže odrazit na výsledcích sběru dat v online panelu, neboť tito lidé se tam nikdy nedostanou. To znamená, že jednu skupinu obyvatel musíme nutně pominout. S dobou samozřejmě těch, kteří nevyužívají internet ubývá, ale můžeme očekávat, že čím méně bude ne-uživatelů internetu, tím tito ne-uživatelé budou rozdílnější.

## Rozdělení online panelů
V online panelech probíhají různé typy průzkumů, například sociologický, demografický, ekonomický a tak dále. Nejobecněji můžeme online panely rozdělit na tři skupiny. První skupina provádí jen pravděpodobnostní výběr, druhá se zabývá pouze záměnným výběrem, a potom existuje skupina online panelů, která pracuje obojími postupy.
Panely rozdělujeme na různé skupiny. První je tzv. všeobecný panel, který oslovuje všechny respondenty. Snaží se dosáhnout i na ty nejméně dosažitelné. Druhý z nich je speciální panel. Tento panel se už předem zaměřuje na určitou skupinu registrovaných. Například na majitele automobilů, farmáře, časté nákupčí elektroniky atd. Ze speciálních panelů bychom mohli vydělit jednu podmnožinu, která se jmenuje soukromý či majetkový panel. Tyto výzkumy si většinou nechávají udělat firmy, vyrábějící nějaké spotřební zboží, které chtějí nabídnout svým zákazníkům a chtějí zjistit jejich požadavky, přání či představy. Jiným typem jsou volební panely, jež si nechávají vypracovávat politické strany, které chtějí uspět ve volbách.

## Typy výběru respondentů
Typy panelů se liší v různorodosti náborových metod.

### Záměnný výběr
Tento druh je typický tím, že se do něj respondenti vybírají náhodným výběrem, tzn. každý člověk se může stát členem panelu, pokud najde určitý panel na webu nebo mu přijde pozvánka.
Typické vlastnosti náhodně výběrových panelů
- Výskyt reklam na online panel na vybraných webových stránkách (např. sociální sítě).
- Pozvánky na členství v panelu jsou posílány přes e-mail nebo diskusní skupiny.
- Nabalování – tzv. nábor nových členů nabalováním (člen panelu pozve příbuzného či přítele).

### Pravděpodobnostní výběr
Tento druh panelu je typický tím, že se respondenti vybírají systematickou metodu výběru, tzn. člověk se stane členem, pokud je vybrán systémem nebo osobou, která má rekruting na starost. Nikdo se nemůže stát členem z vlastní vůle, tzn. je uplatňována selekce lidí, které mají předpoklady se stát členy panelu.
Typické vlastnosti systematicky výběrových panelů
- Správce má více informací o budoucím členu než u náhodně výběrového panelu.
- Snadnější výběr členů pro průzkumy.
- Snaha náboru lidí bez internetového připojení/počítače.

## Obecné předpoklady pro členy online panelu

### Registrace
Nejčastějším způsobem, jak se stát členem panelu je tzv. dvojí přihlašování. První část se skládá z iniciativy budoucího člena být součástí online panelu, tzn. člověk vyplní své jméno a emailovou adresu. Poté nastává druhý krok, který začíná přijetím emailu od online panelu, který obsahuje unikátní odkaz, který vás přesměruje na stránku zápisu. Na této stránce vyplníte další osobní informace (věk, národnost, bydliště, pohlaví). Zápis může obsahovat i rozsáhlý dotazník.

### Vytváření profilu
Tato část je pravděpodobně nejdůležitější, protože určuje, jakých výzkumů se budou členové účastnit. Po registraci bude člen odkázán na dotazník, ve kterém budou otázky z různých odvětví jako je politika, veřejné mínění, spokojenost zákazníků a mnoho dalších. Důležitou součástí je aktualizace těchto údajů pro objektivnější zhodnocení výzkumů.

### Motivace
Motivace je nezbytnou součástí online panelu, bez ní by byl tento koncept nerealizovatelný. Systém odměn motivuje lidi, aby se stali součástí veřejných průzkumů. Jsou 3 základní druhy motivace, které se uplatňují:

#### Předem nabízená
- Člen ví, jaká odměna ho čeká před vyplněním průzkumu.

- Není častý, na druhou stranu je nejefektivnější.

#### Náhodná
- Po vyplnění formuláře dostanou náhodně vybraní členové různé odměny.

#### Bodová
- Nejčastěji využívaný druh.

- Po vyplnění dotazníku se členovi připíšou body, za které si může nakoupit různé produkty.[2]

## Typy výzkumů
Online panel se využívá jak v krátkodobém výzkumu, tak i ve výzkumu dlouhodobém.

### Průřezový výzkum
V případě průřezového (příčného) výzkumu se členové online panelu účastní několika různorodých výzkumů, nikdy však nejsou dotazováni na stejná témata.
Tento typ výzkumu lze použít opakovaně, nikdy však se stejnými respondenty. Často se jím zkoumá spokojenost zákazníků, efektivita reklam nebo se používá i v předvolebních průzkumech. Výzkum se tedy nezabývá dlouhodobým vývojem, ale jen aktuální situací.

### Longitudinální výzkum
Pomocí longitudinálního (podélného, horizontálního) výzkumu se na rozdíl od průřezového, sledují dlouhodobější jevy. Členové online panelu jsou dotazováni na stejné téma po určité období. Situace, kdy jsou členové dotazováni se nazývá „průzkumová vlna“. Tento typ výzkumu se používá například, když chce společnost otestovat spolehlivost výrobku.

### Profilový výzkum
Speciální druh výzkumu, kdy se užívají prvky jak longitudinálního tak průřezového výzkumu.
Člen je dotazován na jiné téma, avšak neměnné údaje o profilu již nemusí vyplňovat, neboť jsou uloženy z předchozích dotazníků. Zkrátí se tak délka dotazníku a zvýší se i jeho efektivita, protože se předejde tomu, že by se členům mohl nabízet dvakrát.

## Problémy s kvalitou dat
Co se online panelu týče, zajímá výzkumníky hlavně kvalita dat sesbíraná díky panelu. Ta však může být ovlivněna "špatnými" respondenty. "Špatní" respondenti se většinou snaží zneužít motivačního systému online panelu, a tak zkreslují data hned několika způsoby:
- Snaha o kvalifikaci do průzkumu pomocí nepravdivých informací – do průzkumu se tedy dostávají respondenti, kteří by se na základě pravdivých informací o jejich osobě nekvalifikovali
- Snaha o vyplnění dotazníku v co nejkratším čase – respondent bez rozvahy nebo nahodile odpovídá na otázky v dotazníku, za účelem zkrátit si vyplňování dotazníku a získat odměnu
- Užívání několika profilů na jednom online panelu – respondent si vytvoří několik účtů, jelikož chce získat odměnu za jeden dotazník několikrát. To znamená, že dotazník vyplní vícekrát, ale pokaždé z jiného účtu. V tomto případě zkreslí výsledek dat i v případě, že by dotazník vyplňoval poctivě, neboť se objeví vzorek v průzkumu hned několikrát (záleží na tom kolik účtů respondent použil)[4]